# 르노삼성 SM7
르노삼성 SM7(Renault Samsung SM7)은 2004년부터 2020년까지 생산한 르노삼성자동차의 전륜구동 준대형 세단이다. 차명인 SM7은 '르노삼성자동차'(Samsung Motors)를 의미하는 SM에 준대형급을 상징하는 숫자 7을 결합한 것이다.

## 1세대(EX2/LF)

### SM7(2004년12월~2008년1월)

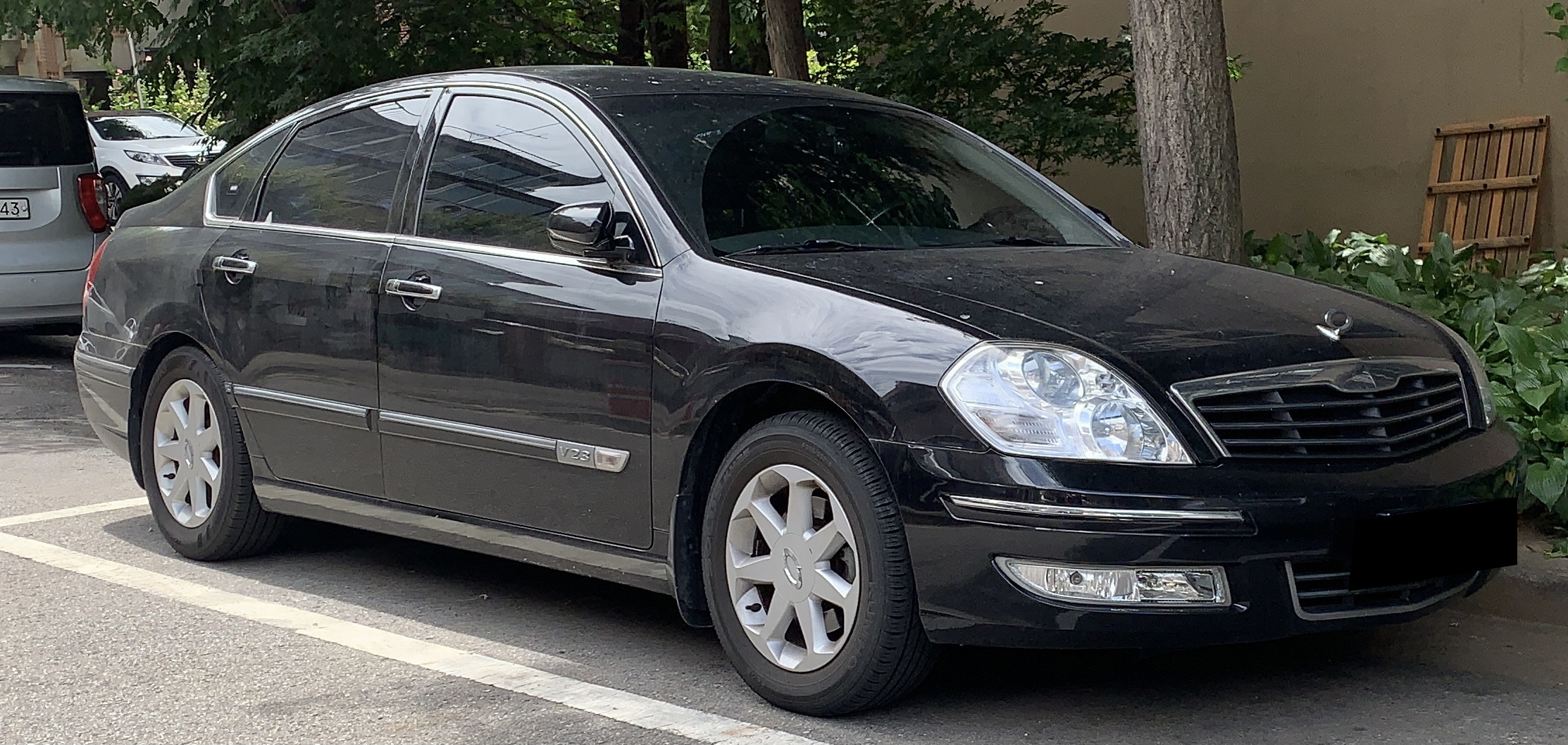
르노삼성 SM7 정측면

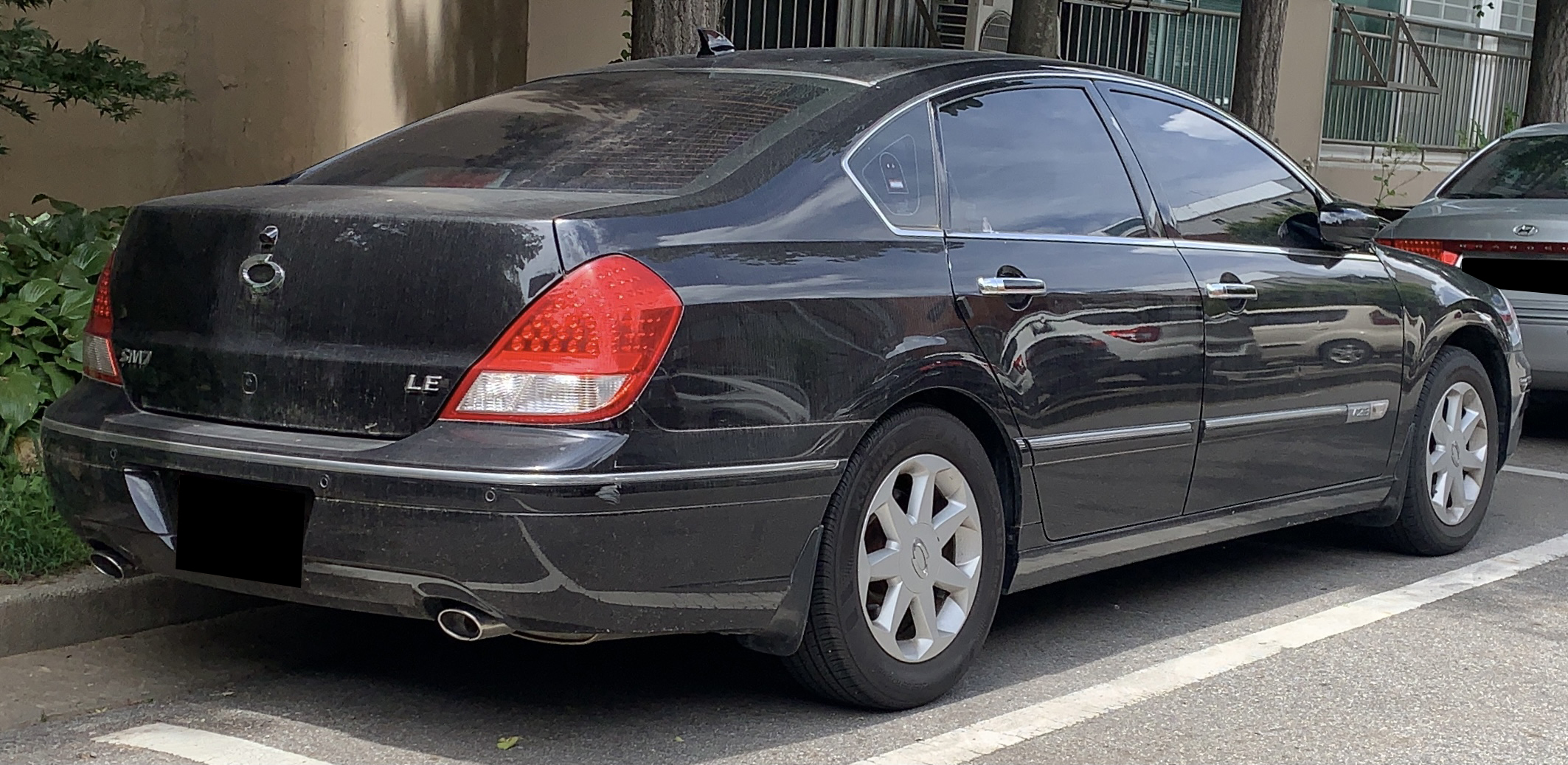
르노삼성 SM7 후측면

2004년 11월 1일에 생산공장 준공과 동시에 생산이 시작되었으며, 12월 1일에 SM5의 상급 차종이며, 동시에 르노삼성자동차의 기함으로 출시되었다. 출시 당시에는 닛산 티아나(1세대)를 기반으로 하여 같은 차종을 중형급으로는 SM5(2세대), 준대형급으로는 SM7(1세대)로 나누어 판매하는 것에 대한 비판과 논란이 많았다. 비록 SM5(2세대)와 같은 차종이나, 독자성과 고급스러움을 강조하기 위해 대형 프론트 및 리어 범퍼, 후드 탑 엠블렘, LED 리어 램프 등을 적용해 차별화를 시도했다. 2002년 10월부터 개발이 시작되었으며, 본래 2003년 4분기에 출시하려고 했으나 현대기아차의 로비로 인한 환경부의 태클로 인해 1년 뒤에서야 출시되었다. 2006년 5월 2일에는 고급 사양을 적용한 프리미에르를 그해 8월까지 한정 판매했고, 9월 1일부터는 V6 2.3ℓ 가솔린 엔진에 선택 사양으로 적용되던 5단 자동변속기가 기본 사양이 되었다. 2008년 1월에 SM7 뉴 아트로 페이스 리프트를 거쳤다.
| 구분                 | V6 2.3ℓ 가솔린                   | V6 3.5ℓ 가솔린          |
| -------------------- | -------------------------------- | ----------------------- |
| 전장 (mm)            | 4,945                            | 4,945                   |
| 전폭 (mm)            | 1,790                            | 1,790                   |
| 전고 (mm)            | 1,475                            | 1,475                   |
| 축거 (mm)            | 2,775                            | 2,775                   |
| 윤거 (전, mm)        | 1,540(R16) 1,530(R17)            | 1,540(R16) 1,530(R17)   |
| 윤거 (후, mm)        | 1,545(R16) 1,535(R17)            | 1,545(R16) 1,535(R17)   |
| 승차 정원            | 5명                              | 5명                     |
| 변속기               | 자동 4단 자동 5단                | 자동 5단                |
| 서스펜션 (전/후)     | 맥퍼슨 스트럿/멀티 링크          | 맥퍼슨 스트럿/멀티 링크 |
| 구동 형식            | 전륜 구동                        | 전륜 구동               |
| 엔진 형식            | VQ23                             | VQ35                    |
| 연료                 | 가솔린                           | 가솔린                  |
| 배기량 (cc)          | 2,349                            | 3,498                   |
| 최고 출력 (ps/rpm)   | 170/6,600                        | 217/5,600               |
| 최대 토크 (kg*m/rpm) | 23.0/4,400                       | 32.0/3,500              |
| 최고 속도 (km/h)     | -                                | -                       |
| 연료 탱크 용량 (ℓ)   | 70                               | 70                      |
| 요소수 탱크 용량 (ℓ) | -                                | -                       |
| 공차 중량 (kg)       | 1,555(자동 4단)/ 1,565(자동 5단) | 1,580(자동 5단)         |
| 연비 (km/ℓ)          | 9.8(자동 4단)/ 9.8(자동 5단)     | 9.0(자동 5단)           |

### SM7 뉴 아트(2008년1월~2011년8월)

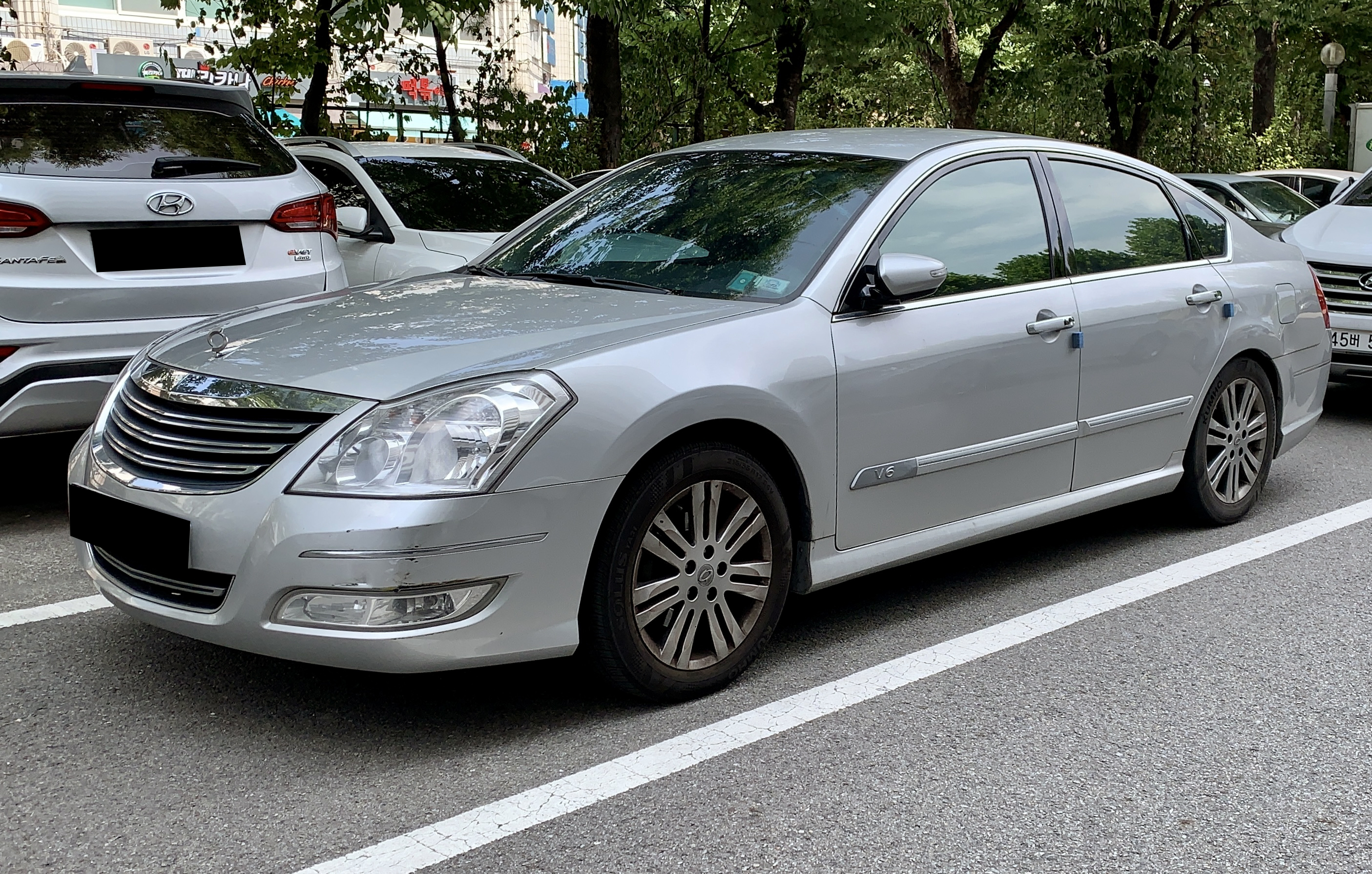
르노삼성 SM7 뉴 아트 정측면

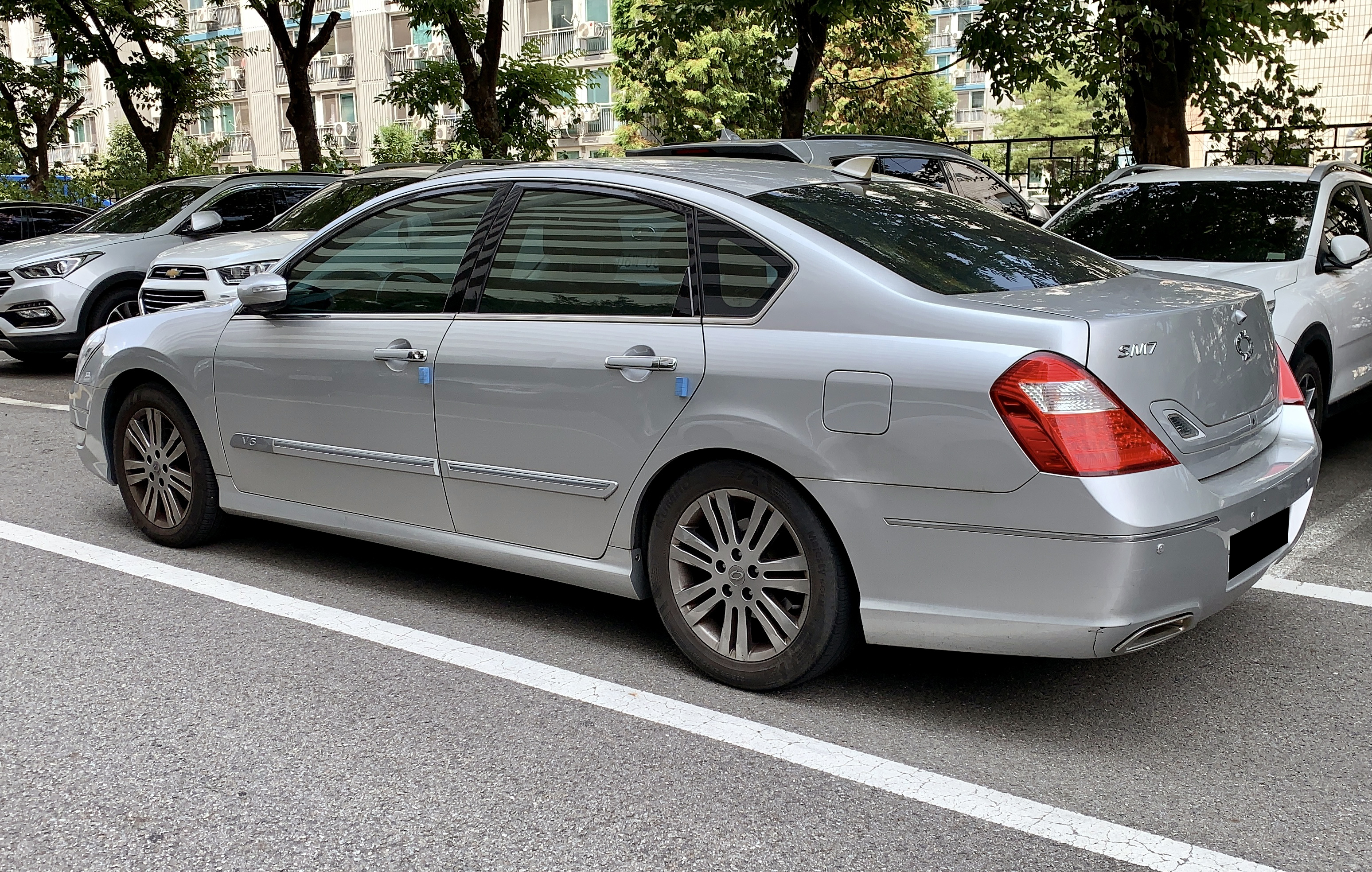
르노삼성 SM7 뉴 아트 후측면

현대 제네시스와 쌍용 체어맨 W, 현대 그랜저 HG 등 대한민국산 대형 신차가 출시될 예정인 상황에서 상품성 강화 및 신선함 유지를 위해 2008년 1월 3일에 페이스 리프트를 거쳐 뉴 아트라는 서브 네임이 더해졌다. 헤드 램프를 비롯한 프론트가 바뀌어 SM5(2세대)와 휀더 형상이 다르게 되었으며, 리어 또한 리어 램프를 비롯한 트렁크 리드와 리어 범퍼가 바뀌었다. 삼성전자의 실내 공기 청정 시스템인 SPI 모듈이 기본 적용되었다. 2009년 4월 1일에는 프레스티지를 추가하여 선택의 폭을 넓혔다. 2011년 8월에 올 뉴 SM7로 풀 모델 체인지를 거쳤다.
| 구분                 | V6 2.3ℓ 가솔린          | V6 3.5ℓ 가솔린          |
| -------------------- | ----------------------- | ----------------------- |
| 전장 (mm)            | 4,950                   | 4,950                   |
| 전폭 (mm)            | 1,785                   | 1,785                   |
| 전고 (mm)            | 1,475                   | 1,475                   |
| 축거 (mm)            | 2,775                   | 2,775                   |
| 윤거 (전, mm)        | 1,540(R16) 1,530(R17)   | 1,540(R16) 1,530(R17)   |
| 윤거 (후, mm)        | 1,545(R16) 1,535(R17)   | 1,545(R16) 1,535(R17)   |
| 승차 정원            | 5명                     | 5명                     |
| 변속기               | 자동 5단                | 자동 5단                |
| 서스펜션 (전/후)     | 맥퍼슨 스트럿/멀티 링크 | 맥퍼슨 스트럿/멀티 링크 |
| 구동 형식            | 전륜 구동               | 전륜 구동               |
| 엔진 형식            | VQ23                    | VQ35                    |
| 연료                 | 가솔린                  | 가솔린                  |
| 배기량 (cc)          | 2,349                   | 3,498                   |
| 최고 출력 (ps/rpm)   | 170/6,600               | 217/5,600               |
| 최대 토크 (kg*m/rpm) | 23.0/4,400              | 32.0/3,500              |
| 최고 속도 (km/h)     | -                       | -                       |
| 연료 탱크 용량 (ℓ)   | 70                      | 70                      |
| 요소수 탱크 용량 (ℓ) | -                       | -                       |
| 공차 중량 (kg)       | 1,565(자동 5단)         | 1,580(자동 5단)         |
| 연비 (km/ℓ)          | 9.8(자동 5단)           | 9.0(자동 5단)           |
| Co2 배출량 (g/km)    | 239(자동 5단)           | 260(자동 5단)           |

## 2세대(L47)

### 올 뉴 SM7(2011년8월~2014년9월)

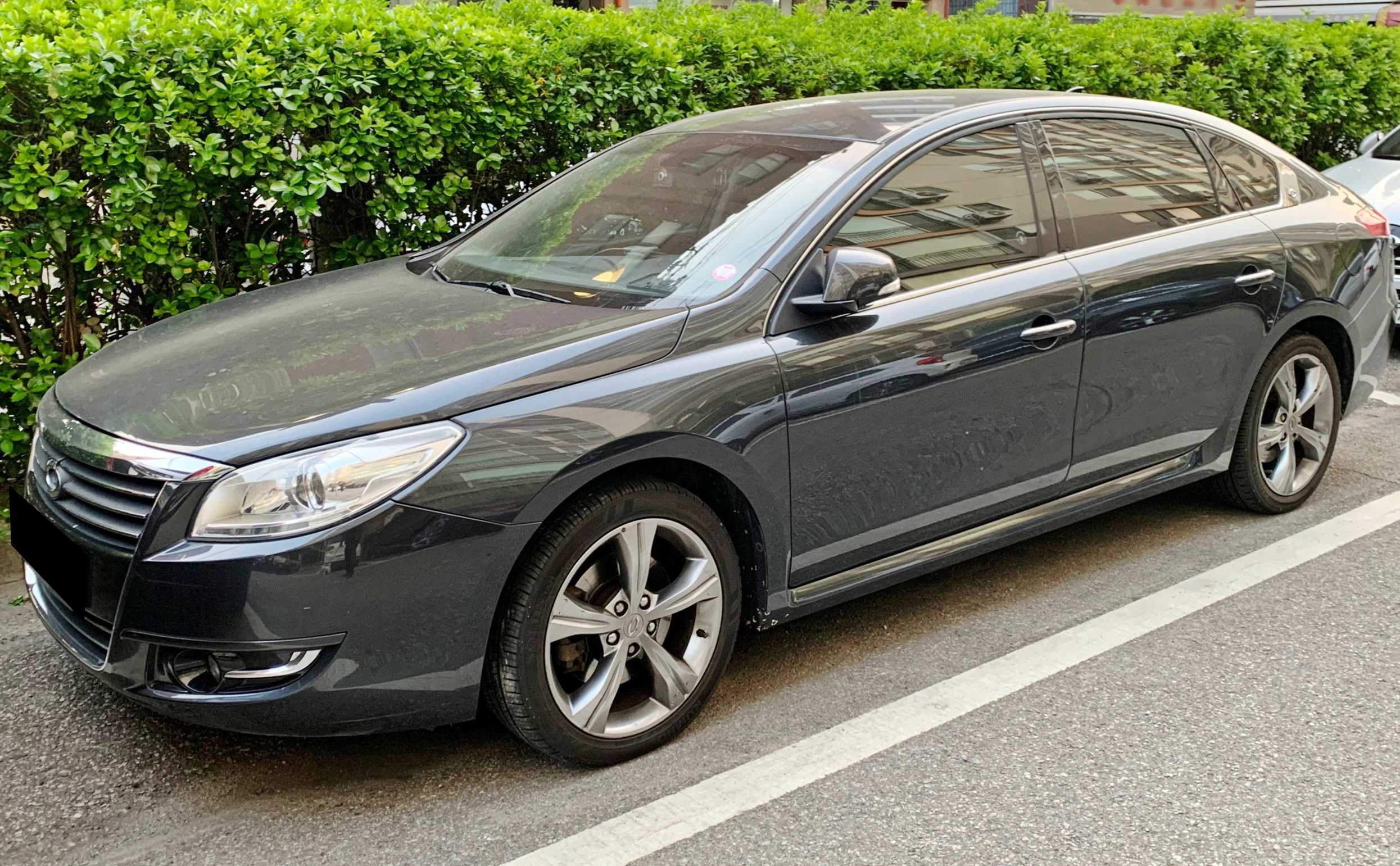
르노삼성 올 뉴 SM7 정측면

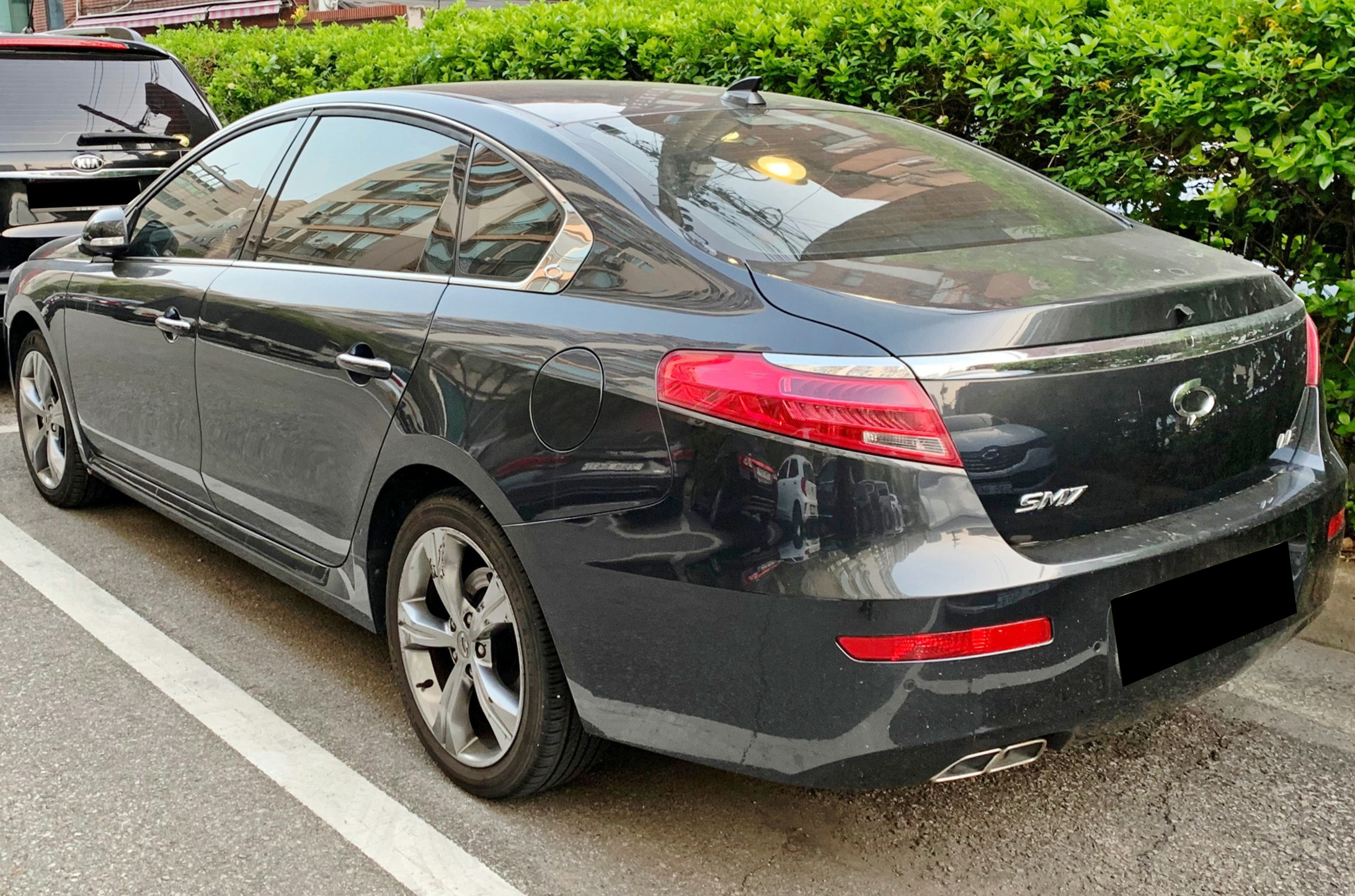
르노삼성 올 뉴 SM7 후측면

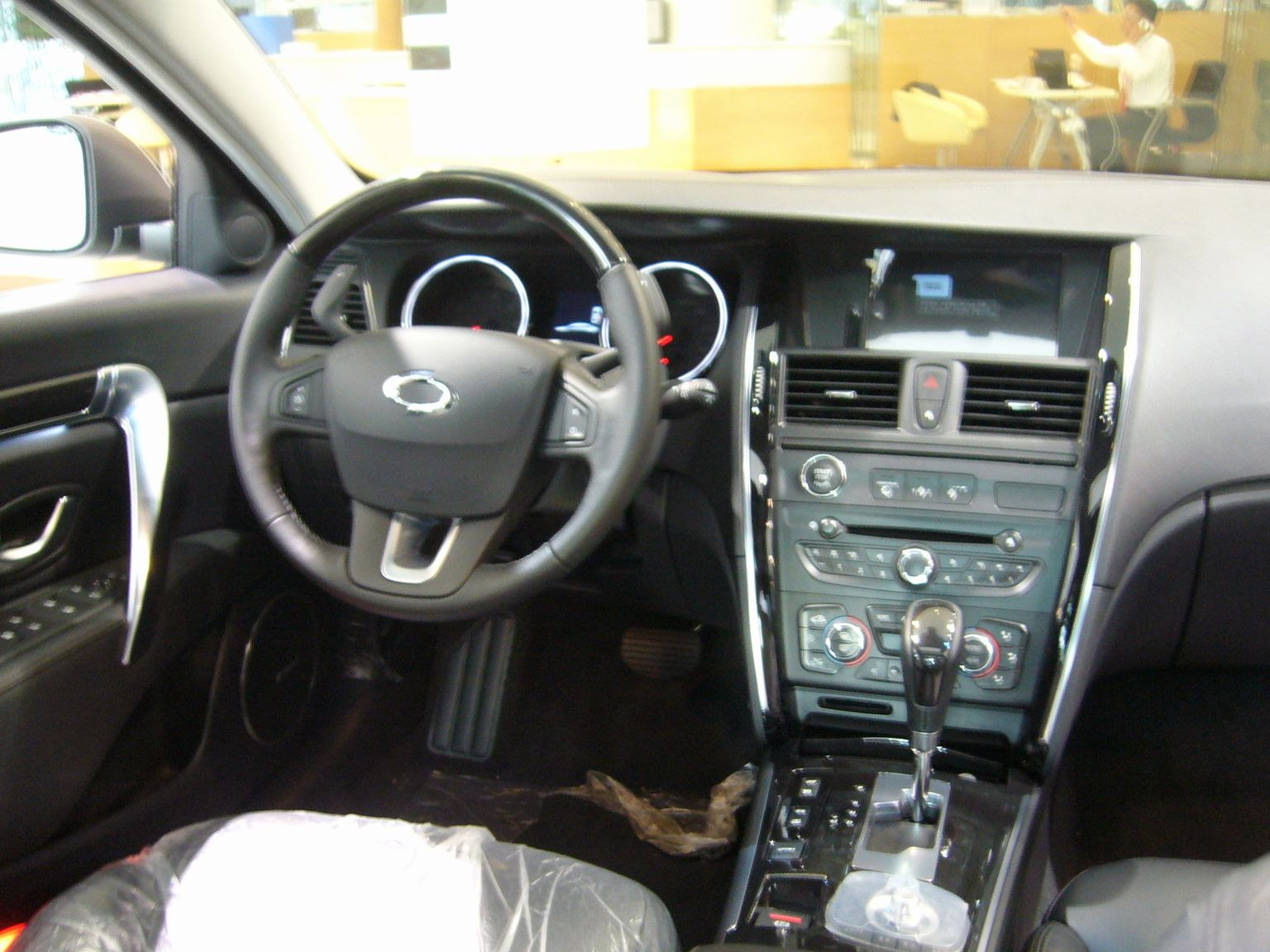
르노삼성 올 뉴 SM7 실내

2011년 4월에 개최된 서울 모터쇼에서 SM7 컨셉트라는 차명의 쇼 카로 처음 공개되어 많은 관심과 높은 반응을 얻었다. 정식 출시에 앞서 2011년 6월에 이미지를 공개했고, 그해 7월 19일에는 언론 발표회와 기자 시승회를 개최했다. 독립 3존 풀 오토 에어컨, 비행기 VIP 시트에서 영감을 얻은 에이비에이션 헤드 레스트, 소프트 디퓨전 기능, 마사지 시트, 스마트 에어백, 스포츠 모드, 패들 시프트 등의 사양이 적용되었다. 2011년 8월 16일에 정식 출시되었다. 출시 이전에는 닛산 푸가(인피니티 M)를 바탕으로 한 후륜구동 방식으로 개발되는 것으로 알려졌으나, 실제로는 SM5(3세대)의 플랫폼을 바탕으로 한 전륜구동 방식으로 개발되었다. 2012년 3월 19일부터 르노 탈리스만으로 중국 시장에 수출을 시작하였다. 11월 8일에는 타이어 공기압 자동 감지 시스템을 기본 적용하고, 바이 제논 어댑티브 헤드 램프의 색상을 블랙 베젤 또는 크롬 베젤 중 선택할 수 있게 하였으며, 기존 오디오의 조작성을 개선한 프리미엄 오디오를 신규 적용한 2013년형이 선보였다. 2012년 6월 30일 이내까지 출고된 VQ 2.5 엔진 차량은 저공해 3종 차량 대상으로, 국내 동급 세단중에서는 6기통으로는 유일하다. 참고로 그랜저와 알페온은 4기통 2.4 엔진이다.

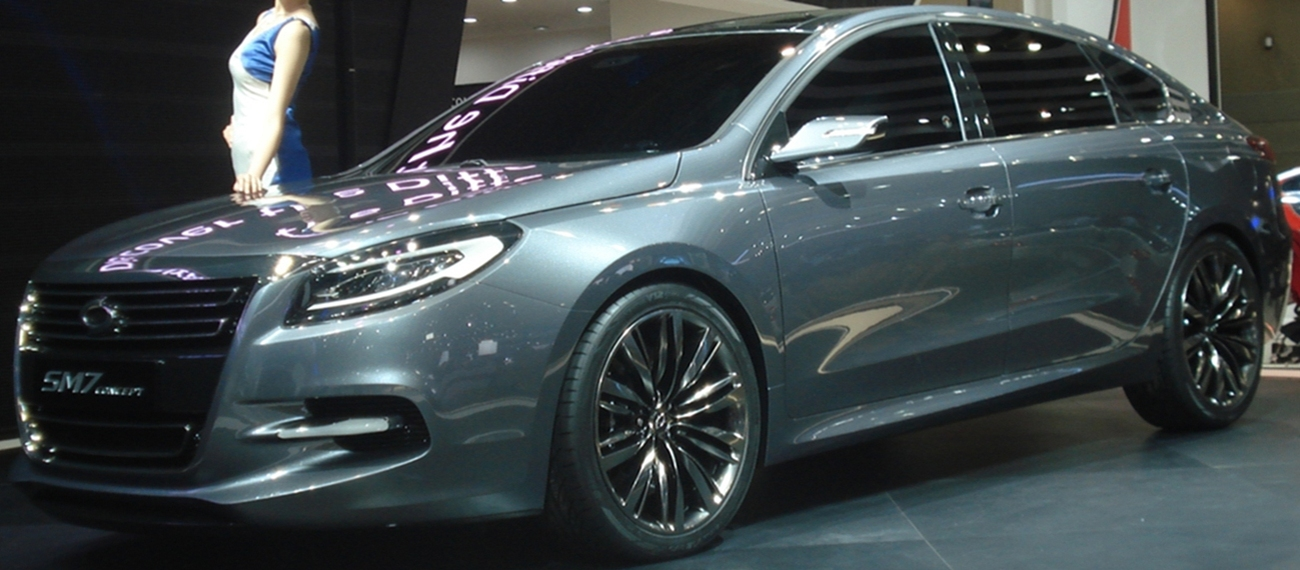
르노삼성 SM7 컨셉트 정측면
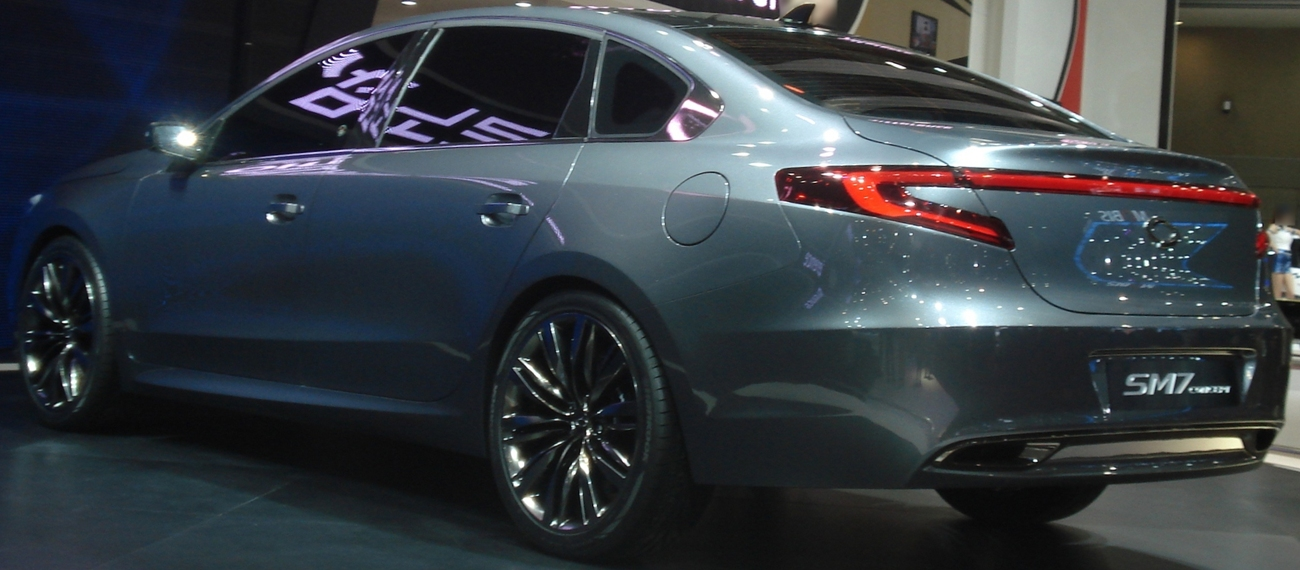
르노삼성 SM7 컨셉트 후측면

| 구분                 | V6 2.5ℓ 가솔린                                                      | V6 3.5ℓ 가솔린                                                      |
| -------------------- | ------------------------------------------------------------------- | ------------------------------------------------------------------- |
| 전장 (mm)            | 4,995                                                               | 4,995                                                               |
| 전폭 (mm)            | 1,870                                                               | 1,870                                                               |
| 전고 (mm)            | 1,480                                                               | 1,480                                                               |
| 축거 (mm)            | 2,810                                                               | 2,810                                                               |
| 윤거 (전, mm)        | 1,565                                                               | 1,565                                                               |
| 윤거 (후, mm)        | 1,565                                                               | 1,565                                                               |
| 승차 정원            | 5명                                                                 | 5명                                                                 |
| 변속기               | 자동 6단                                                            | 자동 6단                                                            |
| 서스펜션 (전/후)     | 맥퍼슨 스트럿/멀티 링크                                             | 맥퍼슨 스트럿/멀티 링크                                             |
| 구동 형식            | 전륜 구동                                                           | 전륜 구동                                                           |
| 엔진 형식            | 2ZV                                                                 | 5ZV                                                                 |
| 연료                 | 가솔린                                                              | 가솔린                                                              |
| 배기량 (cc)          | 2,495                                                               | 3,498                                                               |
| 최고 출력 (ps/rpm)   | 190/6,000                                                           | 258/6,000                                                           |
| 최대 토크 (kg*m/rpm) | 24.8/4,400                                                          | 33.7/4,400                                                          |
| 최고 속도 (km/h)     | -                                                                   | -                                                                   |
| 연료 탱크 용량 (ℓ)   | 70                                                                  | 70                                                                  |
| 요소수 탱크 용량 (ℓ) | -                                                                   | -                                                                   |
| 공차 중량 (kg)       | 1,635(자동 6단)                                                     | 1,640(자동 6단)                                                     |
| 연비 (km/ℓ)          | 11.0(자동 6단) (이후 도심 8.9/고속 12.2/복합 10.2(자동 6단)로 변경) | 9.6(자동 6단) (이후 도심 8.2/고속 11.7/복합 9.4(자동 6단)으로 변경) |
| Co2 배출량 (g/km)    | 212(자동 6단) (이후 174(자동 6단)로 변경)                           | 244(자동 6단) (이후 188(자동 6단)으로 변경)                         |

### 뉴 SM7 노바(2014년9월~2020년1월)

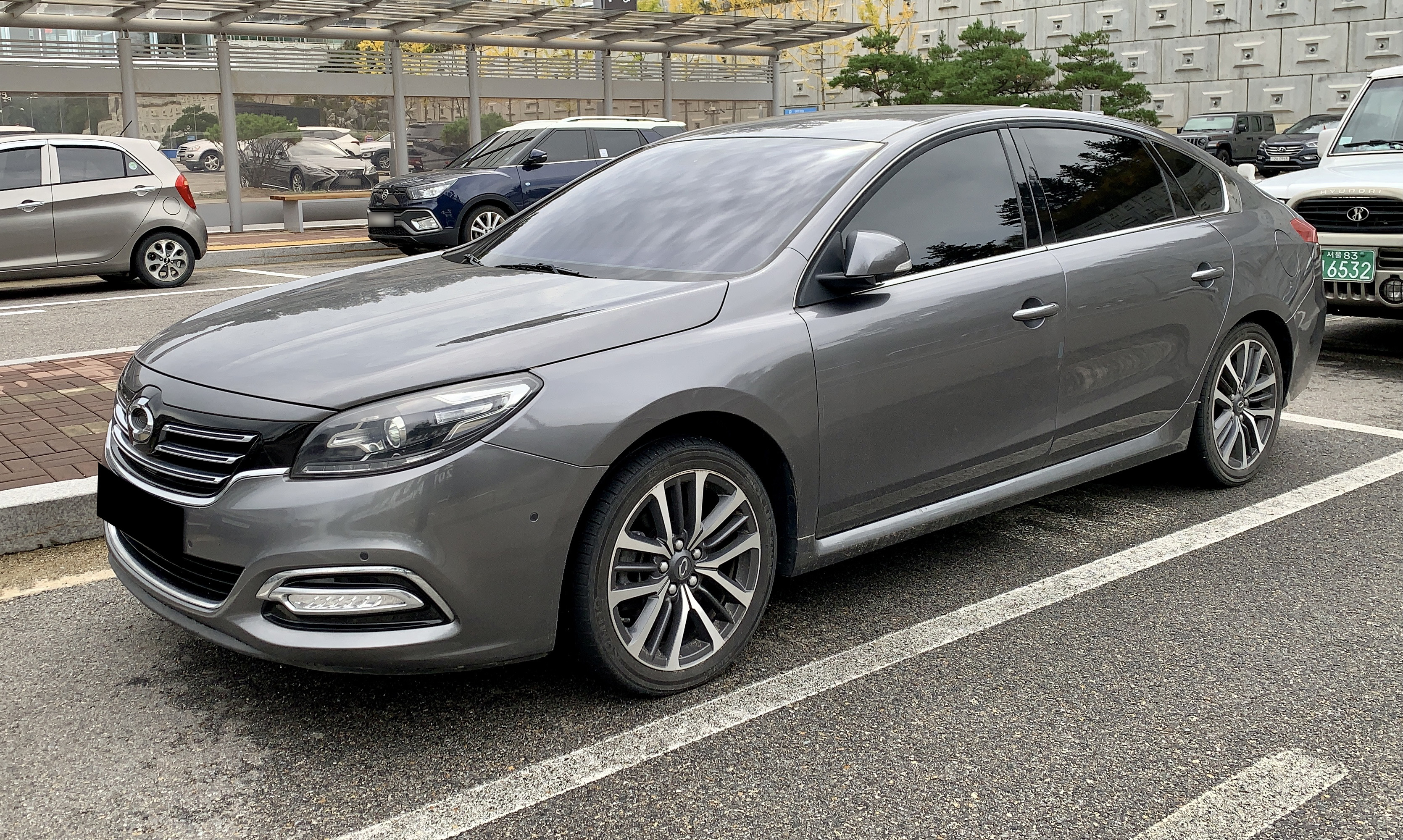
르노삼성 SM7 노바 정측면

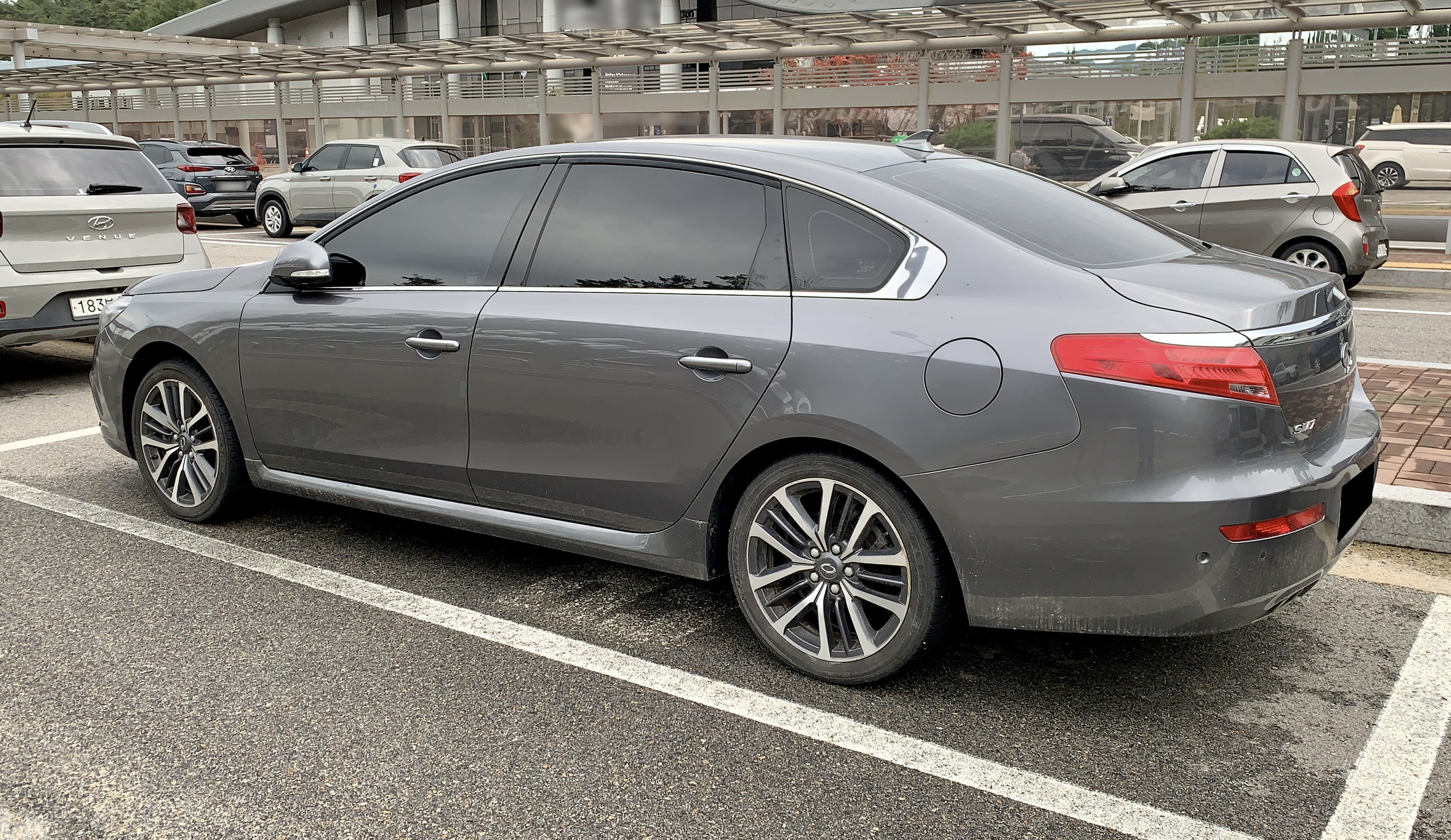
르노삼성 SM7 노바 후측면

2014년 9월 2일에 출시된 뉴 SM7 노바는 범퍼와 라디에이터 그릴에 변화를 주어 QM3부터 시작된 르노삼성자동차의 패밀리 룩이 적용되었고, LED 주간 주행등이 적용되었다. 노바라는 서브 네임은 신성이라는 의미의 라틴어로, 새롭게 떠오르는 유러피언 프리미엄 승용차를 의미한다. 대한민국산 자동차 최초로 와이파이를 활용한 스마트 미러링 시스템(스마트 폰과 차량의 모니터를 와이파이로 연결하는 시스템)이 적용되었고, 안드로이드 폰에서는 차량의 모니터와 스마트 폰 간 양방향 조작까지 할 수 있다. 같은 해 9월 4일에는 이 차의 1호차가 서병수 부산광역시장에게 관용차로 전달되었다. 기존에는 에쿠스를 관용차로 이용하던 서병수 시장은 르노삼성자동차를 비롯한 부산 향토 기업을 살리겠다는 취지로 의전차를 뉴 SM7 노바로 교체하였다고 밝혔다.
2015년 8월 3일에는 SM5에 적용되는 140마력 I4 2.0ℓDOHC LPG 엔진과 CVT가 장착된 LPe 트림이 출시되어 장애인용과 렌터카로 판매가 시작되었다. 스페어 타이어 공간에 도넛® 탱크가 적용되어 트렁크 공간을 넓혔고, 스키스루 시트가 적용되어 활용도를 높였다. 2016년 7월 4일에 선보인 2017년형은 라인업이 단순화되었고, 스마트 커넥트와 피아노 블랙 인테리어를 기본 적용됨과 동시에 2가지 디자인의 18인치 알루미늄 휠을 무상 선택할 수 있도록 하였다. 아울러 I4 2.0ℓ LPG 택시가 출시되었다. 2019년 3월 26일에 미세먼지 저감대책의 일환으로 LPG 차량의 일반인 판매가 허용됨에 따라, I4 2.0ℓ LPG 엔진이 장착된 사양의 민수 판매를 시작하였다. 그래서 모델 말년에 SM7의 판매 비중을 높였던 트림은 2.0 DOHC LPG 모델이었다. 2019년 9월 10일에 생산을 중단했으며, 재고 소진 후 2020년 1월에는 최종적으로 후속 없이 단종되었다. 
| 구분                 | I4 2.0ℓ LPG                          | V6 2.5ℓ 가솔린                         | V6 3.5ℓ 가솔린                        |
| -------------------- | ------------------------------------ | -------------------------------------- | ------------------------------------- |
| 전장 (mm)            | 4,995                                | 4,995                                  | 4,995                                 |
| 전폭 (mm)            | 1,870                                | 1,870                                  | 1,870                                 |
| 전고 (mm)            | 1,480                                | 1,480                                  | 1,480                                 |
| 축거 (mm)            | 2,810                                | 2,810                                  | 2,810                                 |
| 윤거 (전, mm)        | 1,565                                | 1,565                                  | 1,565                                 |
| 윤거 (후, mm)        | 1,565                                | 1,565                                  | 1,565                                 |
| 승차 정원            | 5명                                  | 5명                                    | 5명                                   |
| 변속기               | CVT                                  | 자동 6단                               | 자동 6단                              |
| 서스펜션 (전/후)     | 맥퍼슨 스트럿/멀티 링크              | 맥퍼슨 스트럿/멀티 링크                | 맥퍼슨 스트럿/멀티 링크               |
| 구동 형식            | 전륜 구동                            | 전륜 구동                              | 전륜 구동                             |
| 엔진 형식            | M4RN                                 | 2ZV                                    | 5ZV                                   |
| 연료                 | LPG                                  | 가솔린                                 | 가솔린                                |
| 배기량 (cc)          | 1,998                                | 2,495                                  | 3,498                                 |
| 최고 출력 (ps/rpm)   | 140/6,000                            | 190/6,000                              | 258/6,000                             |
| 최대 토크 (kg*m/rpm) | 19.7/3,700                           | 24.8/4,400                             | 33.7/4,400                            |
| 최고 속도 (km/h)     | -                                    | -                                      | -                                     |
| 연료 탱크 용량 (ℓ)   | 60                                   | 70                                     | 70                                    |
| 요소수 탱크 용량 (ℓ) | -                                    | -                                      | -                                     |
| 공차 중량 (kg)       | 1,535(자동 6단)                      | 1,635(자동 6단)                        | 1,640(자동 6단)                       |
| 연비 (km/ℓ)          | 도심 7.8/고속 9.9/복합 8.6(자동 6단) | 도심 8.9/고속 12.2/복합 10.2(자동 6단) | 도심 8.2/고속 11.7/복합 9.4(자동 6단) |
| Co2 배출량 (g/km)    | 155(자동 6단)                        | 174(자동 6단)                          | 188(자동 6단)                         |

## 역대 슬로건

### 1세대(EX2/LF)
- LOOK & FEEL (SM7)
- TIME CREATOR (SM7)
- Driving Pleasure (SM7)
- Desired (SM7 뉴 아트)
- Different Luxury (SM7 뉴 아트)

### 2세대(L47)
- 좋은 차 그 이후 (올 뉴 SM7)
- The European Prestige (올 뉴 SM7)
- 차가 사람을 사랑할 때 (올 뉴 SM7)
- Better & Different (뉴 SM7 노바)

## 라인업

### 1세대(EX2)
- V6 2.3ℓ 가솔린
  - SE
  - SE 플레저(2009년 출시)
  - XE(2007년 단종)
  - LE
  - 프레스티지(2009년 출시, 2010년 단종)
  - RE(2009년 출시)

- V6 3.5ℓ 가솔린
  - LE35(2006년 출시, 2008년 단종)
  - XE35(2007년 단종)
  - RE35 프리미에르(2006년 출시, 2006년 단종)
  - RE35
  - RE35 블랙(2006년 출시,2007년 단종)

### 2세대(L47)
- I4 2.0ℓ LPG
  - LPe(2015년 출시, 2016년 단종)
  - 장애인용(2016년 출시)
  - 택시/렌터카(2016년 출시)

- V6 2.5ℓ 가솔린
  - SE(2016년 단종)
  - LE(2016년 단종)
  - LE 아트 컬렉션(2013년 출시, 2013년 단종)
  - LE 아트 컬렉션 Ⅱ(2014년 출시)
  - LE 파노라마(2014년 출시, 2014년 단종)
  - LE S/S 컬렉션(2014년 출시)
  - RE(2016년 단종)
  - RE 아트 컬렉션 Ⅱ(2015년 출시, 2015년 단종)
  - RE 파노라마(2014년 출시, 2014년 단종)
  - RE S/S 컬렉션(2014년 출시, 2014년 단종)
  - V6(2016년 출시)

- V6 3.5ℓ 가솔린
  - SE35(2013년 단종)
  - LE35(2016년 단종)
  - RE35(2016년 단종)
  - RE35 아트 컬렉션 Ⅱ(2015년 출시, 2015년 단종)
  - V6 35(2016년 출시)